# フィリップ・セイントン
フィリップ・プロスパー・セイントン（Philip Prosper Sainton, 1891年11月10日 - 1967年9月2日）は、フランス生まれのイギリスの作曲家。

## 略歴
セーヌ＝マリティーム県アルク＝ラ＝バタイユ出身。祖父はヴァイオリニストで、祖母は歌手だった。初めヴァイオリンを学んでいたが、1907年にロンドンの王立音楽アカデミーに入学し、作曲とヴィオラを学んだ。第一次世界大戦時には中東方面に従軍した。
戦後、クイーンズホール管弦楽団に入り、1925年にはロイヤル・フィルハーモニー管弦楽団の首席ヴィオラ奏者も兼ねた。1929年、クイーンズホール管弦楽団を辞め、ロンドン弦楽四重奏団に参加した。1930年のロンドン弦楽四重奏団のアメリカツアー終了後、BBC交響楽団に入った。また1954年から1955年にかけてギルドホール音楽院の教壇に立った。
作曲活動も早くから始め、1923年にはクイーンズホール・プロムナードコンサートで最初の管弦楽曲である『海の絵』を指揮している。1935年には『幻想的セレナーデ』がヘンリー・ウッドの指揮で初演された。また1956年の映画『白鯨』の音楽を手がけたことでも知られている。

## 作品

### バレエ
- マリオネットの夢（1929年）

### 管弦楽曲
- 海の絵（1923-24年）
- ハーレクインとコロンバイン（1925年）
- ヴィオラとオーケストラのための『幻想的セレナーデ』（1935年）
- 交響詩『島』（1939年）
- カリカチュア（1940年）
- 交響詩『ナディール』（1942年）
- 白鯨からの組曲（1956年）

### 映画音楽
- 白鯨（1956年）
- ニューヨークの王様（1957年、未完）